# Арінджая
Арінджая Чола — спадкоємець Гандарадітьї на імператорському престолі держави Чола. Був третім сином Парантаки I та молодшим братом свого попередника. Імовірно, правив упродовж дуже короткого проміжку часу — близько 1 року (у 956—957 роках).